# Berko
Berko (France Berčič), slovenski slikar in grafik, * 8. marec 1946, Ljubljana. 
„ Berko, prvi hiperrealist v slovenskem slikarstvu.“       Aleksander Bassin, 1983 
„Berko je eden redkih slovenskih slikarjev, ki je dojel  izhodišča v sedemdesetih letih tako modnega hiperrealizma in jih tudi dosledno uresničeval v svojih hladnih, razosebljenih podobah urbanega ambienta“.      Teleks, 1980
„ Berko iz Škofje Loke, ki zna  narediti pravo fotorealistično sliko, je brezprizivno dvodimenzionalen, čeprav je realist“.          dr. Tomaž Brejc, 1992
Berko je eden redkih umetnikov v Sloveniji, ki se je v sedemdesetih letih s fotorealističnim upodabljanjem vsakdanjih motivov zavestno odvrnil od dominantne ekspresionistične prakse in abstraktne slike. Njegov opus obsega podobe vzete iz družinskega albuma, iz popularnega medijskega sveta in   izjemno zanimivo serijo kompleksnih hkratnih pogledov v interier in eksterier, ki se zrcalita v velikih steklenih površinah sodobne arhitekture. Vodnik po U3, 2010
Škofjeloški slikar Berko, daljše Franc Berčič, je prvi hiperrealist v slovenskem slikarstvu in istočasno tisti, ki je s svojim delom obveljal za najbližjega vzorom svojih tovrstno orientiranih ameriških kolegov.            Vojko Urbančič 2016

### Življenjepis
Končal je Šolo za oblikovanje in fotografijo in Pedagoško akademijo (1968). Študijsko je potoval v Grčijo (1965), Italijo (1966) in po zahodni Evropi 1973. Od leta 1978 živi kot svobodni umetnik. Avtor nastopa le pod vzdevkom.
Imel je več kot 70 samostojnih razstav, sodeloval je na mnogih reprezentančnih razstavah jugoslovanske in slovenske umetnosti, ter na več kot 50ih bienalih, trienalih slikarstva in grafike. Za svoja dela je prejel več nagrad.

## Samostojne razstave
- Pregledna razstava, Loški muzej, Gorenjski muzej, MM Kamnik (2016)
- Pregledna razstava grafike, Salle Augustin Chenier, Ville Marie, Kanada (2007)
- Galerija Krka; Ljubljana (2005)
- Pregledna razstava, Šivčeva hiša; Radovljica (2003)
- Prešernova hiša; Kranj (1993)
- Galerija suvremene umjetnosti; Zagreb (1979)
- Galerija loškega muzeja; Škofja Loka (1976)

## Skupinske razstave
- Evropsko figurativno slikarsvo 60ih in 70ih let, Galerija SANU, Kuča Legata, Beograd, Srbija (2021)
- Slovenija in neuvrščeni pop, UGM, Maribor (2016)
- Equrna POP, Galerija Equrna, Ljubljana (2016)
- Magija umetnosti, Protagonisti sodobne Slovenske umetnosti, Pasariano, Italija; Dunaj, Avstrija; Zagreb; Hrvaška (2014-2015)
- East of Eden, Photorealism-Versions of Reality, Ludwig Museum, Budimpešta (2011)
- Slovenska umetnost 1975-85, Moderna galerija; Ljubljana (2003)
- Intermedijsko,Galerija sodobne umetnosti; Celje, Benetke (2002)
- Sodobna jugoslovanska likovna umetnost 1978-83; Skenderija, Sarajevo, Dubrovnik (1984)
- Medijska kultura in sodobna likovna praksa, Plavi salon; Zadar (1983)
- Sodeloval na 40 mednarodnih grafičnih bienalih, trienalih (1975-2006)

## Nagrade
- Jakopičeva nagrada, Ljubljana (2010)
- Velika nagrada, 8.mednarodni bienale miniature; Ville-Marie, Kanada (2006)
- Premija, Miniprint international; Cadaques, Španija (2003)
- Prešernova nagrada gorenjskih občin; Kranj (1984)
- Odkupna nagrada, Ex-tempore; Piran (1980)
- Nagrada za slikarstvo, Bienale mladih Jugoslavije; Reka, Hrvaška (1979)